# Tifó Kompasu (2010)

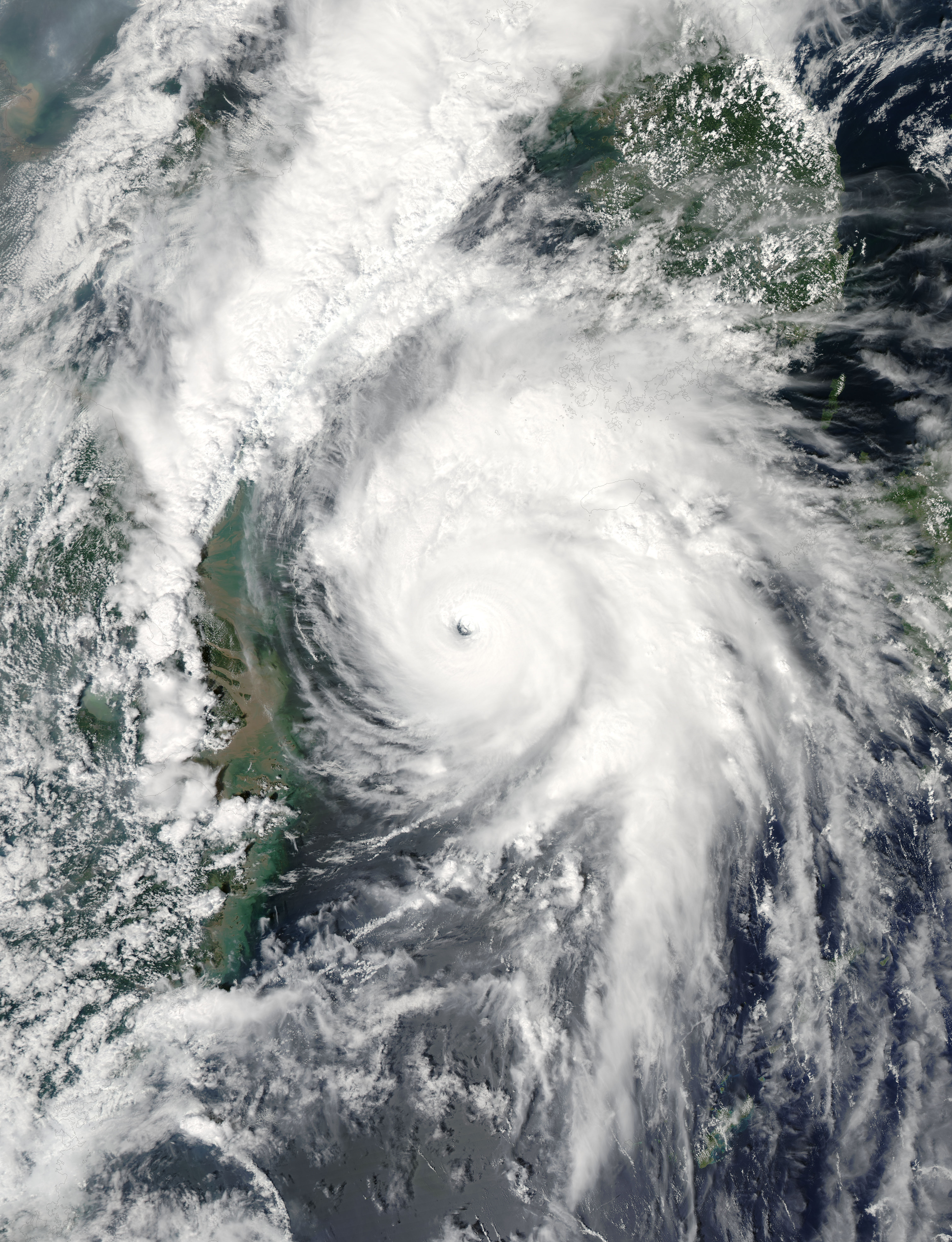
El tifó Kompasu.

El tifó Kompasu (JTWC designació:08W Designació internacional:1007 PAGASA Nom: Glenda) va ser el tifó més fort d'impacte directe a Seül, Corea del Sud en 15 anys.